# ZPG-3W

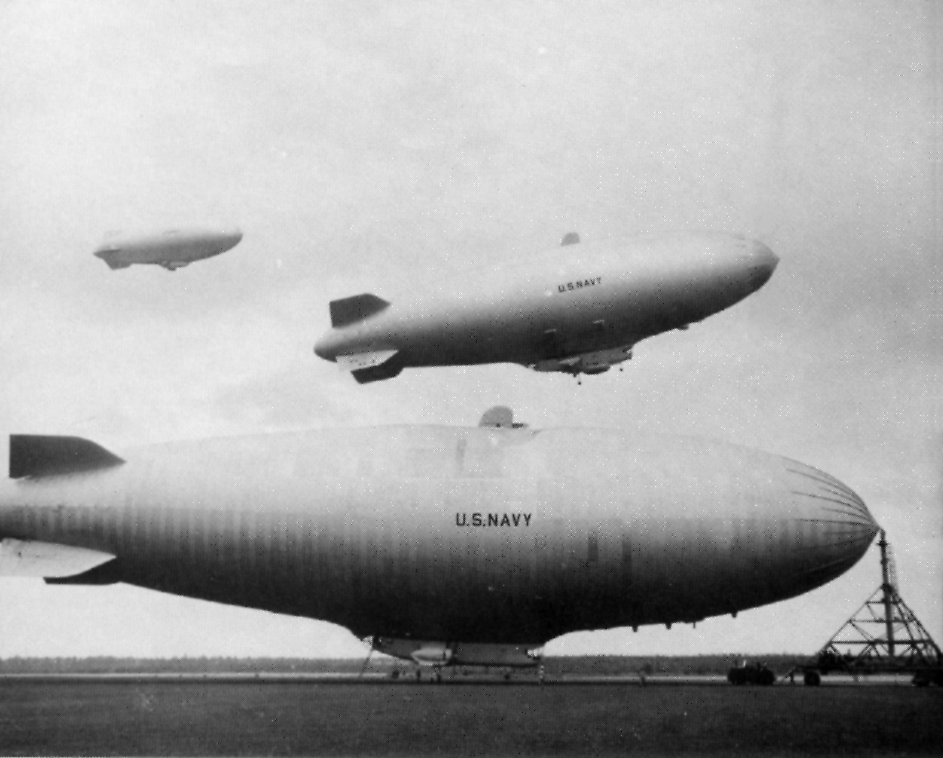
Am Mast ein ZPG-3W, darüber ein ZPG-2W

ZPG-3W war ein US-amerikanischer Prallluftschifftyp, der von der Firma Goodyear Ende der 1950er Jahre für die United States Navy gebaut wurde. Die Luftschiffe wurden im Kalten Krieg als Teil des US-Frühwarnsystems zur Abwehr sowjetischer Interkontinentalraketen entwickelt und über dem Atlantik eingesetzt. Die ZPG-3W-Schiffe sind bis heute die größten je gebauten Prallluftschiffe, ähnliche Hüllenvolumen von Luftschiffen wurden erst wieder in den 2000ern mit den Hybridluftschiff-Prototypen erreicht.

## Betrieb

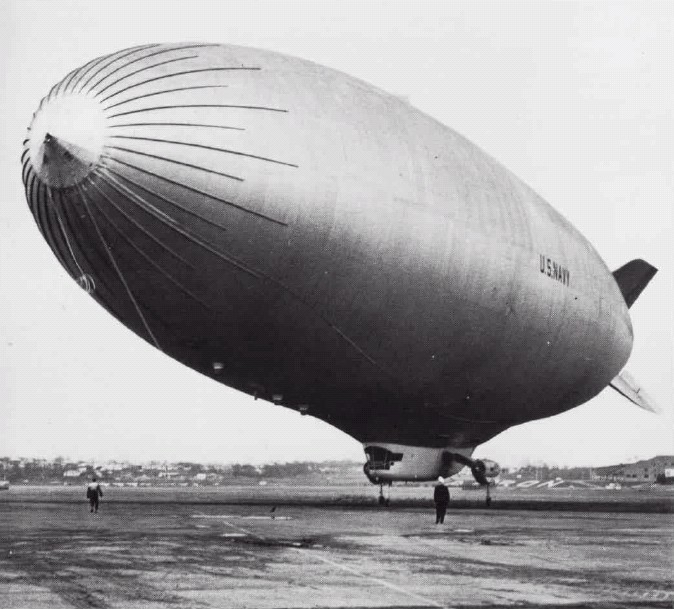
ZPG-3W

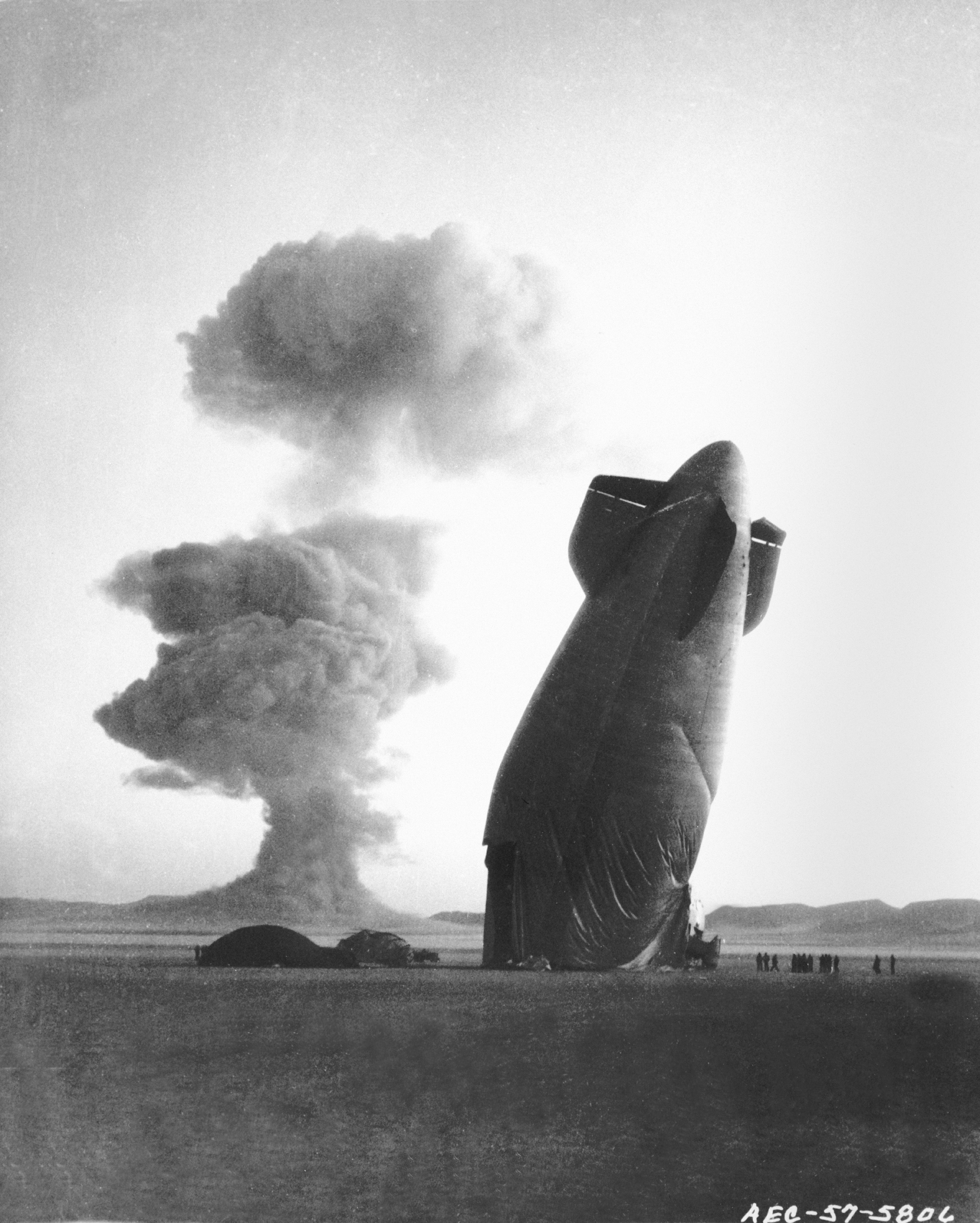
Ein ZPG-3-Luftschiff wurde 1957 im Rahmen der Operation Plumbbob (Test Stokes) in acht Kilometer Entfernung der Zündung eines atomaren W30 Gefechtskopfes ausgesetzt

Ende 1955 waren die Arbeiten am Mock-up beendet und die US-Marine bestellte vier ZPG-3Ws. Sie besaßen unter anderem eine größere Radarantenne, die im Gegensatz zu ihren Vorgängern im Inneren der Hülle untergebracht war. Das erste Schiff machte seine Jungfernfahrt im Juli 1958 und wurde am 18. Dezember an die Marine übergeben. Die Grenzpatrouillen begannen am 20. Februar 1960. Das letzte der vier ZPG-3Ws wurde am 4. April 1960 ausgeliefert. Der Typ ZPG-3W war damals der letzte Luftschifftyp, der für die US-Marine entwickelt worden war.
Die Luftschiffe wurden der Airship Airborne Early Warning Squadron 1 (ZW-1), die auch noch andere Luftschifftypen einsetzte, in Lakehurst zugeteilt. Die Einheit war bis zum 1. Juni 1960 Teil des permanenten NORAD-Radarüberwachungssystems. Sie schloss die Lücke zwischen den Radarposten auf Schiffen der US-Marine („DER“ Radar Picket Destroyer Escort) an der sogenannten „Anschlussbarierre“ (Contiguous Barrier) und den landgestützten Radarstationen der „Küstenbarriere“ (Inshore Barrier). Ab Juli 1960 wurden die Luftschiffe nur noch bei Bedarf für NORAD eingesetzt.
Am 1. März 1960 kehrte ein ZPG-3W nach einem Patrouillenflug über dem Nordatlantik zurück, nachdem es 49,3 Stunden auf seinem Beobachtungsposten und insgesamt 58 Stunden in der Luft verbracht hatte. Dieser Rekord übertraf die alte Einsatzhöchstzeit des Vorgängermodells ZPG-2W um mehr als das Doppelte.
Die Squadron wurde am 3. Januar 1961 in ZP-1 (P=Patrol) umbenannt. Der Betrieb der ZPG-3Ws wurde am 30. November 1961 eingestellt. ZP-1 wurde gemeinsam mit ZP-3 am 31. Oktober 1961 als letzte aktive Luftschiffeinheit der Marine aufgelöst. Zwei ZPG-3Ws wurden noch bis zum Ende des Luftschiffprogramms der Marine am 31. August 1962 für Forschungen aufbewahrt.
1962 gab es Überlegungen der NASA, die zweite Oberstufe der Saturn-Rakete, die sogenannte S-IV, mit ZPG-3W-Luftschiffen von ihrer Fertigung bei Douglas in El Segundo nach Cape Canaveral zu transportieren. Dazu sollte alle ungenutzte Ausrüstung entfernt und ein Fahrwerk angebracht werden, zwischen das die Raketenstufe aufgenommen werden konnte. Die Alternative bestand in einer Verschiffung durch den Panama-Kanal. Von einer Umsetzung dieser Idee ist nichts bekannt.
1975 taucht das ZPG-3W-Luftschiff in einer Liste von Projekten für Turboprop-Triebwerke auf.
In den 1980er Jahren schrieb die US-Marine erneut ein Radar-Frühwarn-Luftschiff aus. Goodyear beteiligte sich mit einem auf dem ZPG-3W aufbauenden Konzept, dass mit den nun verfügbaren Verbesserungen modernisiert wurde. Als Radar war eine Weiterentwicklung des Systems der E-2C Hawkeye vorgesehen. Ein hervorstechendes Merkmal waren zusätzliche elektrisch über die Hilfstriebwerke angetriebene Propeller für die Flugmanöver während des Überwachungseinsatzes. Die Besatzung sollte 12 Personen betragen. Einige Techniken, wie beispielsweise Turboprop-Triebwerke wurden an Goodyears GZ-22-Luftschiff erprobt, das dann ursprünglich auch als Trainingsluftschiff dienen sollte. Letztlich ging der Auftrag an Westinghouse mit dem später abgebrochenen Sentinel 5000-Projekt.

## Technik
Das ZPG-3W hatte ein Traggas-Volumen von rund 39.555 Kubikmetern (1.465.000 cft) bei einer Länge von ca. 122,8 m (403 ft). Das Gesamt-Hüllenvolumen betrug 42.936 Kubikmeter (1.516.000 cft), bei einem größten Durchmesser von 25,9 m (85 ft). Die Einsatzdauer war mit bis zu 80 Stunden geplant. Die Konstruktionsvorgaben sahen auch die Möglichkeit zur Betankung auf See vor.
Die Gondel hatte ähnlich, wie die der ZPG-2Ws zwei Decks. Unten waren die Cockpit, Flugstationen und Radarbediener angeordnet. Oben befand sich die Kombüse, in der es sogar einen Kühlschrank gab und die Schlafquartiere.
Die Luftschiffe waren mit einer 12,2 m (40 Fuß) durchmessenden APS 70-Suchradarantenne im Inneren der mit Helium gefüllten Hülle ausgerüstet. Dies war ein Novum. Die vorhergehenden Luftschifftypen trugen ihre kleineren Suchradarantennen meist unter der Gondel. Die rotierende Suchradarantenne war nicht direkt mit der Gondel verbunden, sondern an der Oberseite der Hülle, an einer Plattform, auf der das Radar zur Höhenbestimmung aufgesetzt war, aufgehängt. Im Inneren der Hülle gab es einen Schacht aus gummierten Gewebe, der die Gondel mit der Installation oben auf der Hülle verband. So konnte das Höhenbestimmungsradar gewartet werden oder notfalls auch astronomisch navigiert werden. Ein Fenster im Schacht diente der optischen Kontrolle des Suchradars im Inneren der Hülle.
- Besatzung: 22–26 Personen (das entspricht 2 Besatzungen, die sich während der Patrouille abwechseln konnten)
- Höchstgeschwindigkeit: knapp 130 km/h (80 mph)
- Triebwerke: zwei Wright R-1820-88-Sternmotoren mit je 1120 kW (1525 PS[8]) in externen Triebwerksgondeln, die Dreiblatt-Zugpropeller antrieben.
- Eigengewicht: etwa 27 t
- Nutzlast: etwa 10 t
- Traggas: Helium
- Fahrwerk: ein für Luftschiffe sehr unübliches hydraulisch einziehbares Dreipunkt-Bugradfahrwerk mit je einem Fahrwerksbein unter dem Cockpit und unter den Motoren.

## Zwischenfälle
- Mitte Februar 1960 wurde in South Weymouth ein Luftschiff beschädigt, als es beim Einhallen von einer Windböe gegen die Hangarwand gedrückt wurde.[9]
- Am 6. Juli 1960 gab es einen tödlichen Unfall mit dem ersten ausgelieferten Schiff namens Reliance vor der Küste von Long Island. Die Hülle des Schiffes war kollabiert. 18 der 21 Besatzungsmitglieder kamen ums Leben. Nach diesem Vorfall und Änderungen in den Frühwarn-Missionen wurden fast nur noch ZPG-2W-Luftschiffe für die Langstrecken-Missionen eingesetzt.[3][10]

## Erhaltene Exemplare
Die Gondel des zweiten Luftschiffs existiert noch heute im Bestand des National Air and Space Museum in den USA auf dem Flugzeugfriedhof der Davis-Monthan Air Force Base.